# Chinavia hilaris
Chinavia hilaris ist eine Wanzenart aus der Familie der Baumwanzen (Pentatomidae). Die englische Bezeichnung lautet Green Stink Bug („Grüne Stinkwanze“).

## Merkmale
Die grünlich gefärbten Wanzen werden 14 bis 19 mm lang. Sie ähneln Nezara viridula. Die Arten können anhand der Duftdrüsenöffnungen unterschieden werden, die auf der Bauchseite am Sternum zwischen den mittleren und hinteren Beinen liegen. Sie sind bei Chinavia hilaris lang und gekrümmt, wohingegen sie bei Nezara viridula kurz und breit sind. Außerdem besitzt Chinavia hilaris Fühler mit schwarzen Bändern, während Nezara viridula rot gebänderte besitzt.

## Vorkommen
Chinavia hilaris kommt in der Nearktis (Kanada, Vereinigte Staaten, Mexiko) vor. Sie ist in Nordamerika die am häufigsten vorkommende Baumwanzenart.

## Lebensweise
Die polyphagen Wanzen gelten als Agrarschädlinge. Sowohl die adulten Wanzen als auch die Nymphen findet man an verschiedenen Kulturpflanzen wie Sojabohne und Baumwolle sowie an Obstbäumen (insbesondere Pfirsich) und an Gemüse.
Die übliche Entwicklungszeit vom Ei bis zur adulten Wanze beträgt 35 Tage. Die Wanze durchläuft dabei fünf Nymphenstadien.

## Taxonomie
Aus der Literatur sind folgende Synonyme bekannt:
- Acrosternum hilare (Say, 1831)
- Nezara (Acrosternum) sarpinus Stål, 1872
- Nezara hilaris (Say, 1831)
- Raphigaster hilaris
- Rhaphigaster sarpinus Dallas, 1851
- Acrosternum hilaris (Say, 1831)
- Pentatoma hilaris Say, 1831

## Galerie

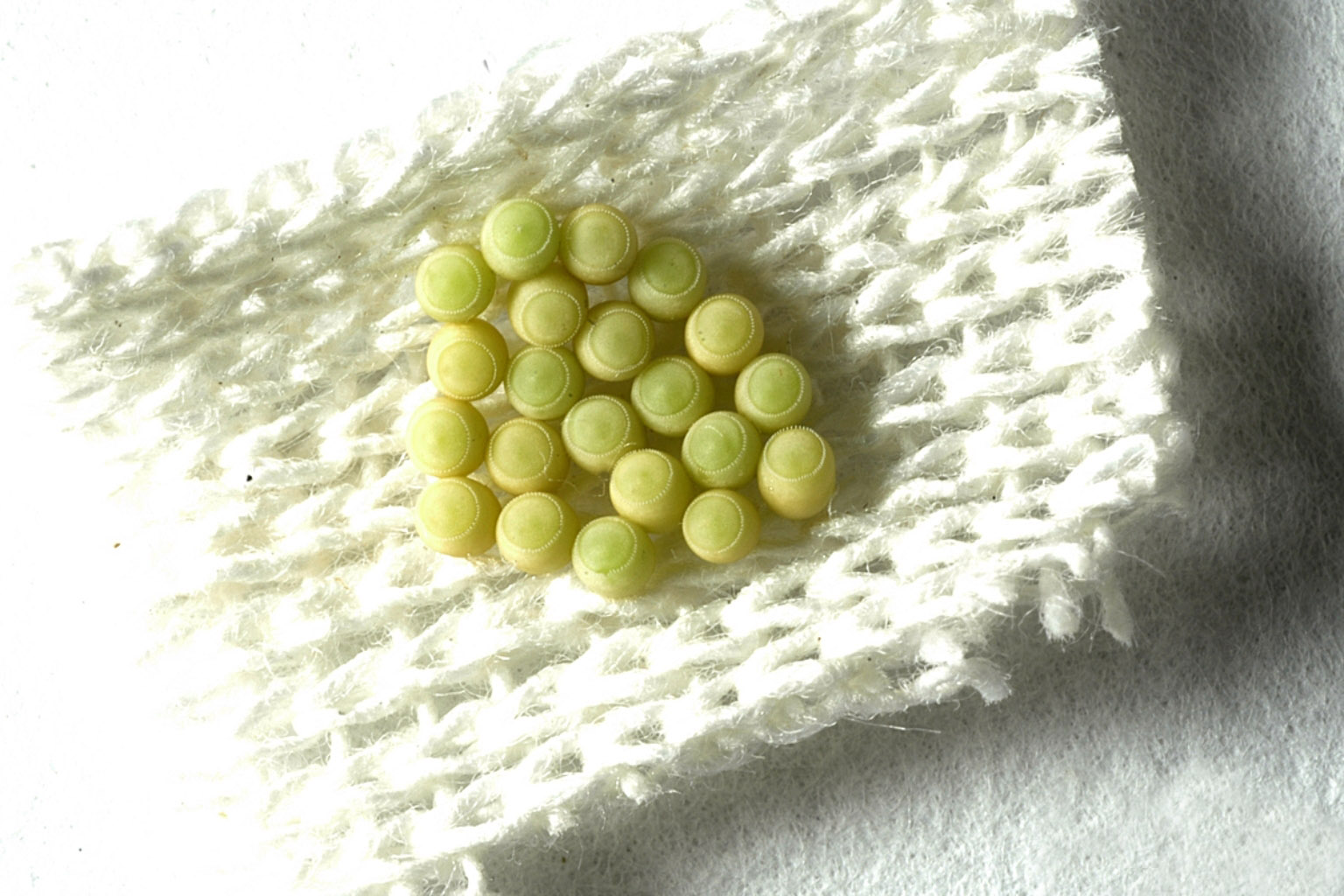
Eier
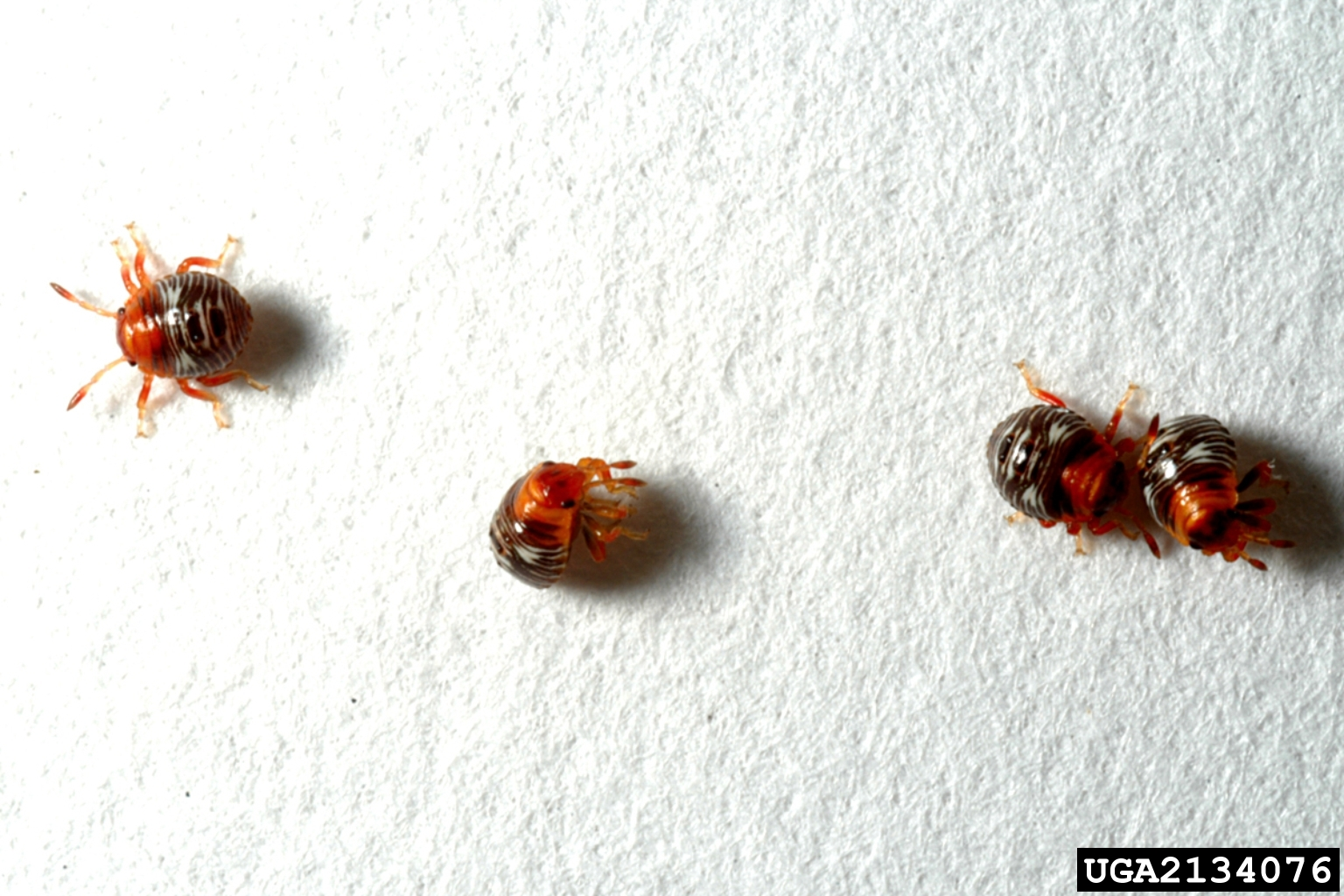
1. Nymphenstadium
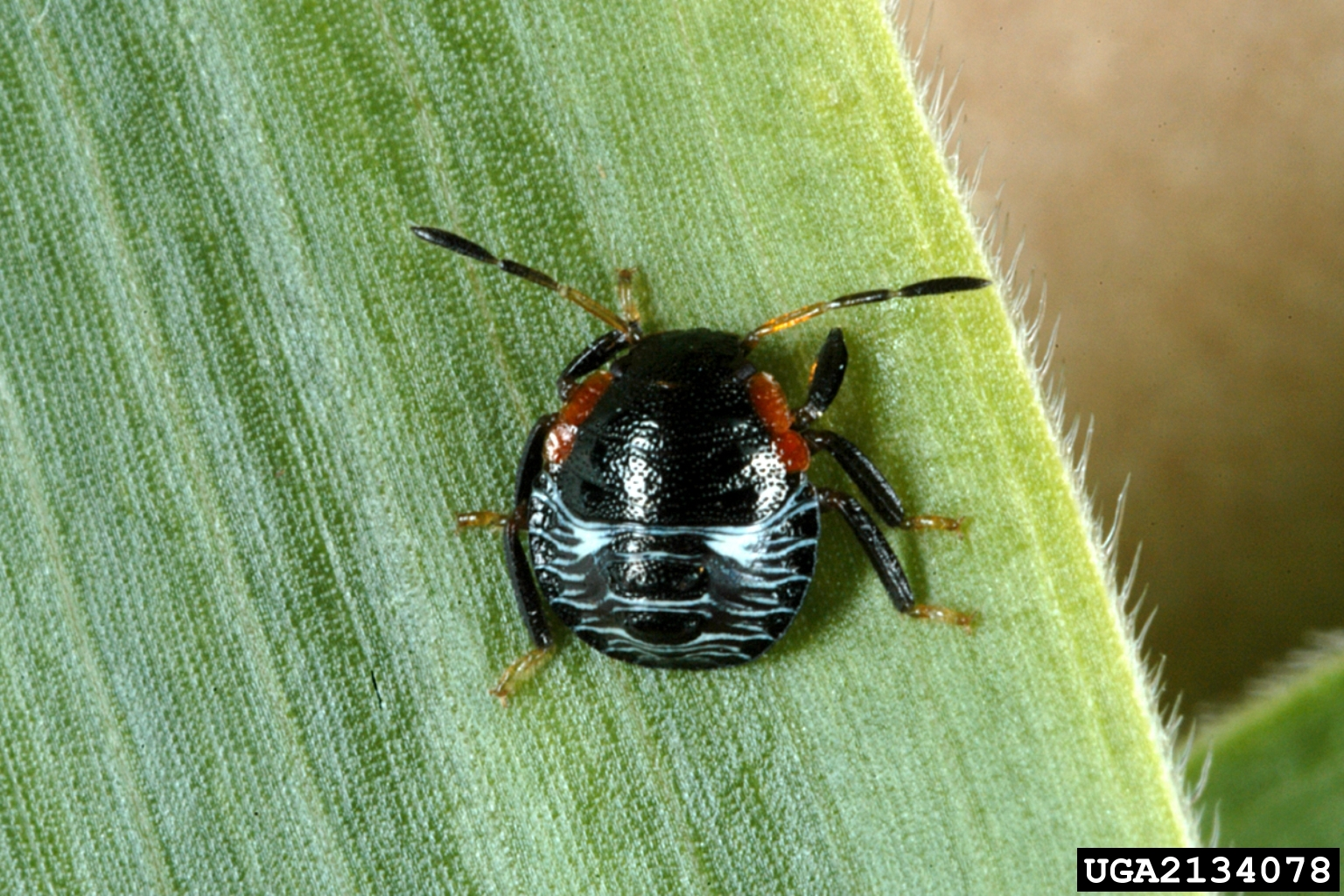
3. Nymphenstadium
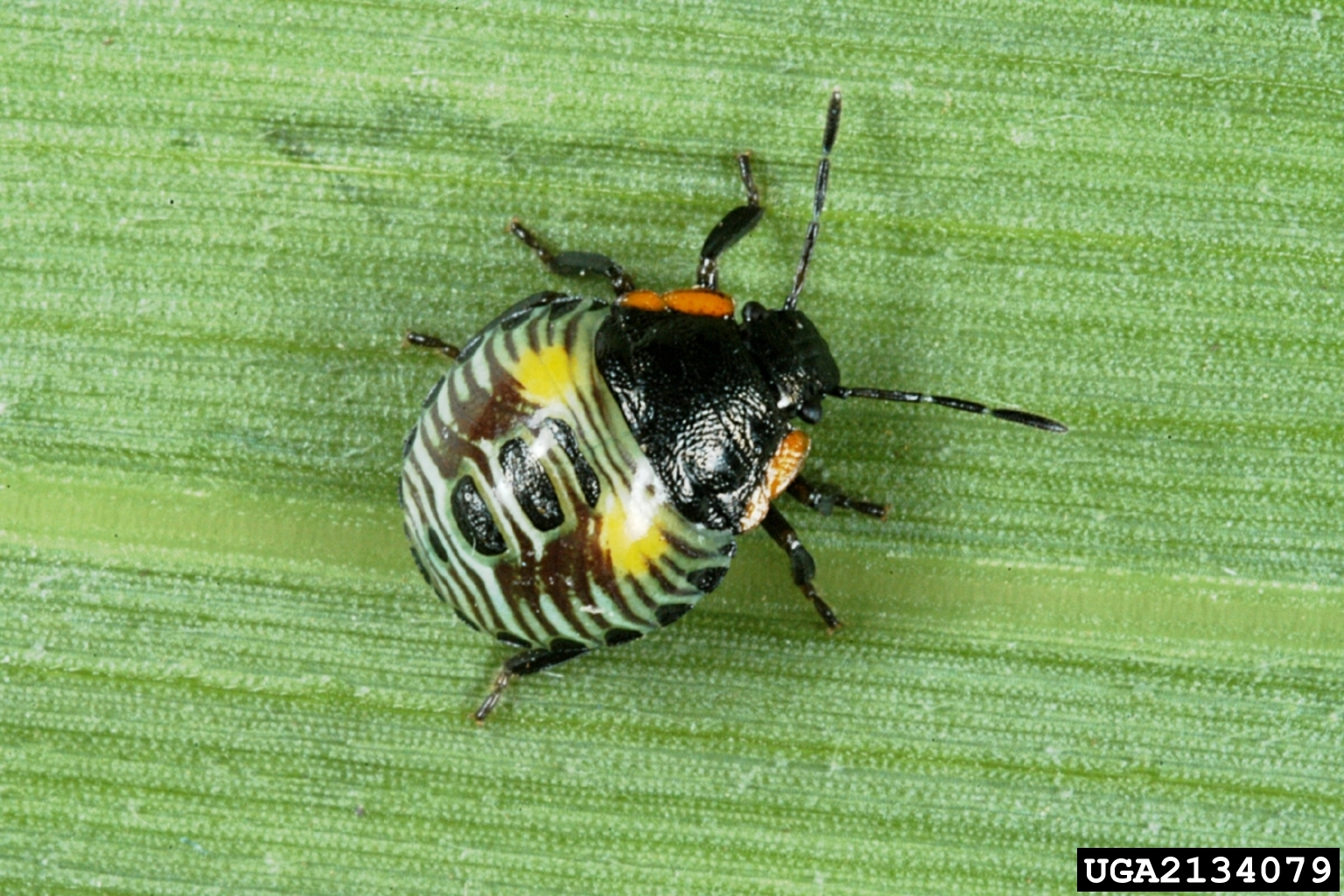
4. Nymphenstadium
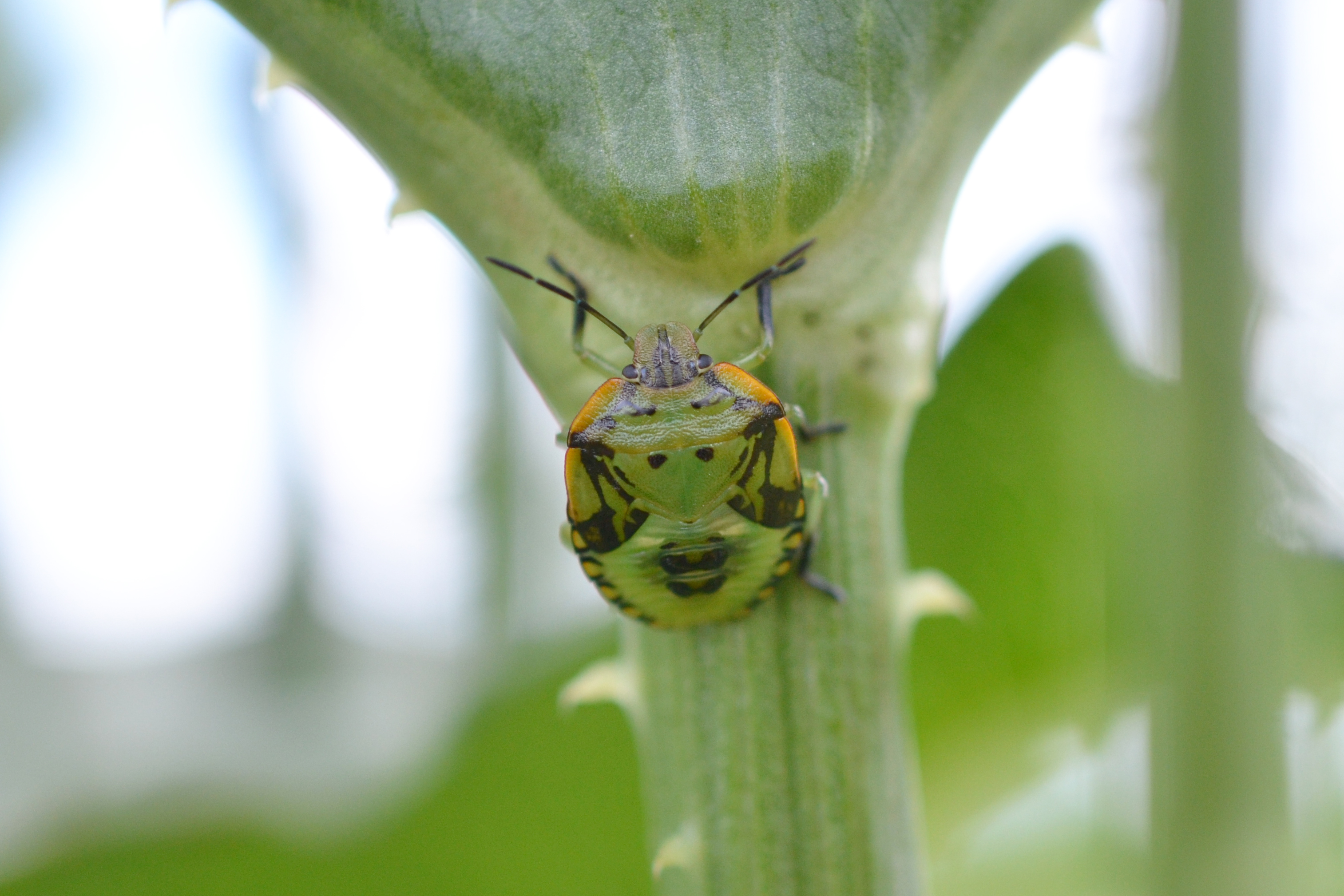
5. Nymphenstadium
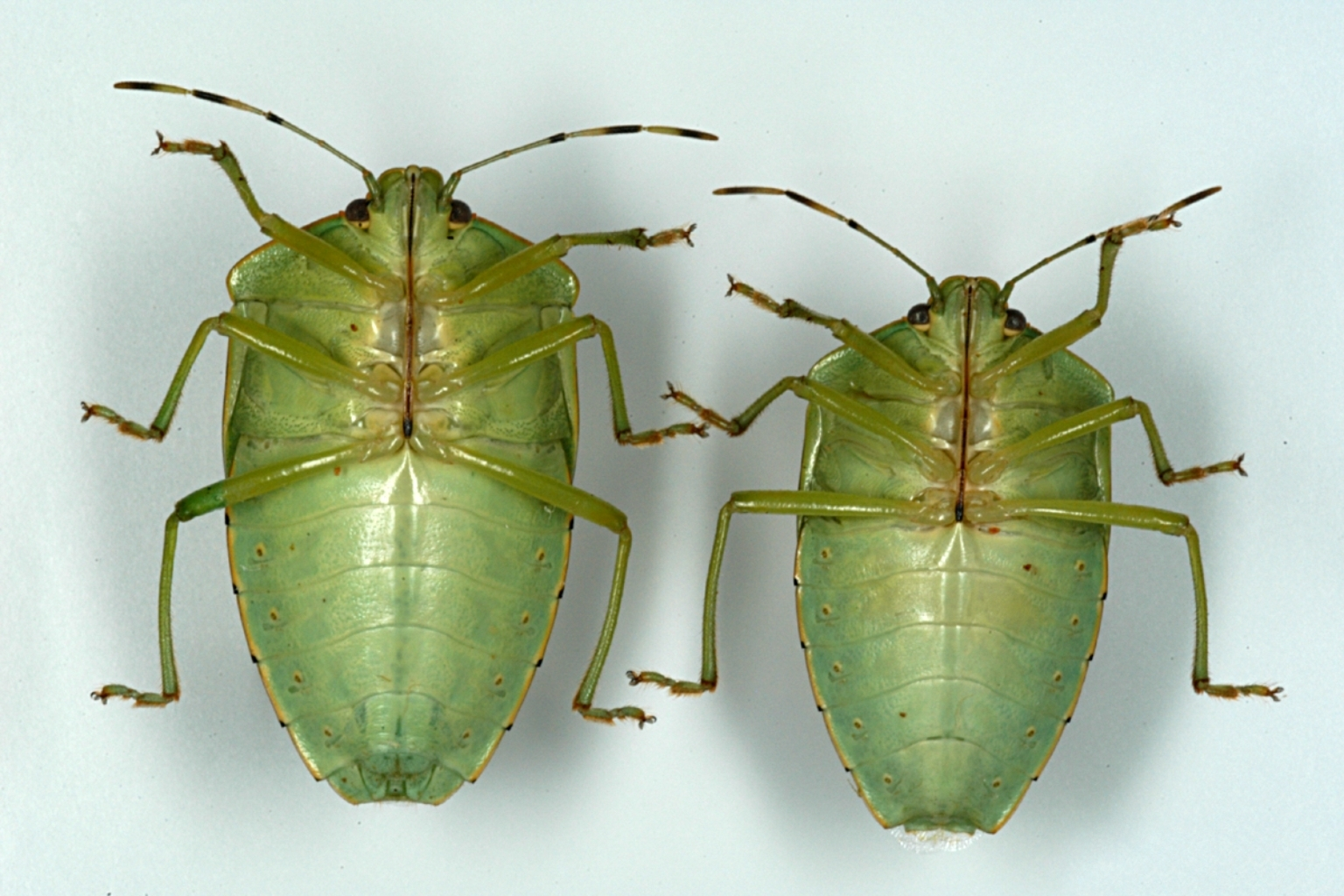
Unterseite von Weibchen (links) und Männchen (rechts)